# Michael Joseph Savage
Michael Joseph Savage (Tatong (Victoria), 23 maart 1872 – Wellington (Nieuw-Zeeland), 27 maart 1940) was een Nieuw-Zeelands politicus. Hij was van 1935 tot 1940 de 23e premier van Nieuw-Zeeland.

## Levensloop

### Opgegroeid in Australië
Savage werd geboren als de jongste van acht kinderen dat vanuit Ierland richting Australië was geëmigreerd. Na de dood van zijn moeder op vijfjarige leeftijd werd Savage grotendeels opgevoed door zijn oudere zus Rose. Toen hij veertien jaar oud was werkte hij zeven jaar in een slijterij.
Na het overlijden van zowel zijn zus Rose als zijn meest naaste broer Joe  nam Savage diens doopnaam Joseph over en stond sindsdien bekend als Michael Joseph Savage. Nadat hij in 1893 zijn baan verloor verhuisde hij naar New South Wales, waar hij sloten groef. Savage sloot zich aan bij de vakbond. In dezelfde periode kwam hij in aanraking met de radicaal-politieke ideeën van Henry George en Edward Bellamy. In 1907 keerde Savage terug naar Victoria, maar besloot datzelfde jaar nog naar Nieuw-Zeeland te emigreren.

### Emigratie naar Nieuw-Zeeland
Savage – die nooit trouwde – verhuisde in 1908 naar Auckland, waar hij Alf en Elizabeth French leerde kennen. Hij vond bij hen onderdak en bleef daar tot 1939 wonen. In Nieuw-Zeeland raakte Savage wederom betrokken bij de vakbeweging. Namens de Socialistische Partij stelde Savage zich in 1911 en 1914 tevergeefs kandidaat voor het parlement. In 1916 was hij de eerste vicevoorzitter van de nieuwgevormde Labour-partij.

### Parlementslid
In 1919 werd Savage namens Labour in het parlement gekozen. In 1922 werd hij vicefractievoorzitter na een verkiezing waarbij hij Dan Sullivan versloeg. Gedurende de jaren twintig stak Savage veel energie in de uitbreiding van het electoraat van Labour op het platteland en reisde daar vaak naartoe. Hij werd een leidende figuur in de strijd om hogere pensioenen en vrije toegang tot de zorg voor iedereen. Nadat Labour-leider Harry Holland in 1933 plotseling overleed volgde Savage hem op.
Savage had veel tijd gestoken in het verbeteren van de band met Rātana, een kerkelijke en politieke beweging met veel aanhangers onder de Maori (de oorspronkelijke bewoners van Nieuw-Zeeland). Zij sloten uiteindelijk een politiek pact.

### Premier

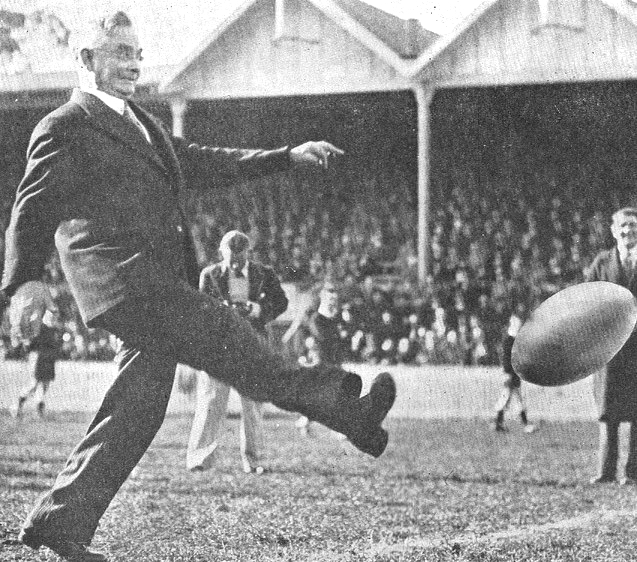
Michael Joseph Savage verricht als premier de aftrap in een interland tussen Australië en Nieuw-Zeeland in 1937

Halverwege de jaren dertig kampte de regering van de liberale premier George Forbes met de gevolgen van de Grote Depressie. Savage – die bekendstond als een uitstekende spreker – wist daar bij de verkiezingen van 1935 van te profiteren en leidde Labour naar een verkiezingsoverwinning. Naast het premierschap ontfermde Savage zich over de portefeuilles voor Buitenlandse Zaken en Inheemse Zaken. Die laatste ministerportefeuille had betrekking op de Maori.
Savage reisde in 1937 naar Engeland om de kroning van George VI bij te wonen, evenals de Koloniale Conferentie die op hetzelfde moment plaatsvond. In Londen beschuldigde Savage openlijk Groot-Brittannië ervan de Volkenbond te verzwakken. Hij had er moeite mee dat de Britten de dominions niet raadpleegde als het ging om het buitenlands- en defensiebeleid. In tegenstelling tot Groot-Brittannië was de Nieuw-Zeelandse regering snel met het veroordelen van de herbewapening van nazi-Duitsland, de Italiaanse invasie in Abbysinië en de Japanse expansie in China.
Samen met minister van Financiën Walter Nash werkte Savage zijn sociale agenda uit. Hij zorgde ervoor dat mensen vanaf zestien jaar recht hadden op een werkloosheidsuitkering, verbeterde de toegang tot de gezondheidszorg en ouderen ontvingen vanaf hun vijfenzestigste een pensioen. Deze plannen waren opgenomen in de Social Security Act. Savage had in de wet laten opnemen dat deze pas in april 1939 in werking trad. Daarmee werd de wet de inzet van de verkiezingen van 1938. Qua zetels bleef Labour gelijk, maar de stemmenwinst was procentueel gezien fors, van 46 naar 55 procent.
Twee dagen na de Duitse inval in Polen op 1 september 1939 verklaarde Nieuw-Zeeland Duitsland de oorlog, een paar uur na de Britse oorlogsverklaring. Op dat moment leed Savage al aan kanker. Een jaar eerder had hij behandeling uitgesteld om eerst de verkiezingen af te wachten. Dat uitstel werd hem mogelijk fataal. Op 27 maart 1940 overleed de Nieuw-Zeelandse premier. Zijn partijgenoot Peter Fraser volgde hem op.

## Nalatenschap
Met name door de omvorming van Nieuw-Zeeland naar een verzorgingsstaat dankt Savage zijn reputatie. Hij wordt – zeker door de linkse beweging – beschouwd als een van de grootste premiers die Nieuw-Zeeland ooit heeft gehad. Het televisieprogramma Top 100 History Makers stelde in 2005 een lijst samen van de honderd meest invloedrijke personen uit Nieuw-Zeeland. Savage nam op die lijst de vijfde plaats in.